# Twin Lakes (Minnesota)
Twin Lakes – miasto w Stanach Zjednoczonych, w stanie Minnesota, w hrabstwie Freeborn.